# 浙江省杭州第十中学
浙江省杭州第十中学前身为宗文中学，创建于1806年。现为中华人民共和国浙江省三级重点学校。地处杭州市中心皮市巷（解放路与庆春路间）。

## 校训
质朴耐苦，诚实不欺

## 校风
严谨、勤奋、求实、守纪（1985年10月校教代会通过）
勤奋、求实、进取、创新（2000年2月校务会议通过）

## 历任校长
朱煜（？——1921年）

钟毓龙（1880年——1970年）

刘文翮（1899年——1988年）

韩士淑（1894——1976）

陈培烈（？——？）

崔炳章（？——1972年）

王桂君（1923年——）

刘志洁（1928年——）

鲁志坤（1937年——）

吴宗良（1928年——）

应亚民（1942年——）